# Cmentarz prawosławny w Olszynie
Cmentarz prawosławny w Olszynie – XIX-wieczna nekropolia prawosławna, pierwotnie również rzymskokatolicka, w Olszynie.
Cmentarz został założony w II połowie XIX w. z przeznaczeniem dla mieszkańców Olszyna zarówno wyznania prawosławnego, jak i rzymskokatolickiego. Część katolicka została jednak zamknięta jeszcze przed 1905 r. Prawosławna działała do lat 40. XX w.. Następnie pochówki odbywały się sporadycznie. W obrębie nekropolii znajduje się również niemiecka mogiła wojenna z okresu I wojny światowej.
Cmentarz położony jest poza zabudowaniami wsi, rozplanowany na planie nieregularnego czworoboku. Jego teren porastają jesiony, brzozy oraz klony.